# Bobby Farrell
Roberto "Bobby" Alfonso Farrell (Aruba, 6. listopada 1949. – Sankt-Peterburg, 30. prosinca 2010.) bio je arubisko-nizozemski pjevač i plesač, najbolje poznat kao jedan od originalnih članova pop grupe Boney M.

## Životopis
Farrell je odselio s Arube u dobi od 15 godina a poslije toga je živio u Nizozemskoj i Norveškoj prije nego što je preselio u Njemačku gdje je radio kao DJ. Posredstvom svog prijatelja Maizie Williamsa upoznaje Franka Fariana koji je tražio muškog frontmana za svoj projekt - disco grupu Boney M. Bobby je bio muški pjevač u kvartetu. Odmah od početka je bila javna tajna da je Farian osobno pjevao pri snimanju ploča a ne Bobby. Međutim na koncertima je Bobby koristio svoje vokalne sposobnosti.
Poslije raspada grupe početkom 90-tih, Bobby je išao na turneje s druge tri pjevačice, koje nisu bile iz originalne postave, pjevajući pjesme Boney M.
Sudjelovao je i u snimanju Roger Sanchezovog video spota Turn On the Music.
Posljednje godine života proveo je u blizini Amsterdama. Umro je 30. prosinca 2010. u Sankt-Peterburgu.

## Vanjske poveznice
- Bobby Farrell na Discogsu
- Članak u Guardianu o Bobby Farrellu